# Hipposideros lylei
Hipposideros lylei је сисар из реда слепих мишева.

## Угроженост
Ова врста није угрожена, и наведена је као последња брига јер има широко распрострањење.

## Распрострањење
Ареал врсте је ограничен на мањи број држава. 
Врста има станиште у Кини, Тајланду, Лаосу (непотврђено), Бурми, Вијетнаму и Малезији.